# Nutrecul Agroforestry Project
Het Nutrecul Agroforestry Project is een initiatief dat het gebruik van de in Afrika inheemse multifunctionele boomsoort Treculia africana bevordert. Dit project werd aanvankelijk gestart door Belgische agronomen en missionarissen in het regenwoud van de Democratische Republiek Congo en later toevertrouwd aan de Congolees-Belgische filantroop en tuinbouwer Jean Kiala-Inkisi. Het project combineert bosbouw met alternatieve voedselvoorziening via agroforestry-technieken.

## Geschiedenis

### Oorsprong: Eala en INEAC (1924-1962)
In 1924 begonnen de botanici P. Staner en A. Corbisier, samen met professor G. Gilbert van het Laboratorium voor Tropische Bosbouw van UC Louvain-la-Neuve, met de teelt van de Treculia in de Botanische Tuin van Eala in Belgisch-Congo. Van 1930 tot 1962 werd onderzoek uitgevoerd door het Nationaal Instituut voor Agronomie in Belgisch-Congo (INEAC).

### Onderzoek en verspreiding (1974-1993)
Tussen 1974 en 1993 onderzocht de Vlaamse priester Jacques Bijttebier (Scheutisten) de Treculia in samenwerking met zuster Paula Trio en Belgische wetenschappers. In 1978 publiceerde hij een artikel over het gebruik van Treculia-meel in bakprocessen. Verschillende Belgische universiteiten en wetenschappers ondersteunden dit onderzoek.

### Projecten en ontwikkeling (1993-2012)
Na de dood van Bijttebier in 1993 werd zijn werk voortgezet door o.a. professor Jean DeClerck en professor Hugo Gevaerts via agroforestry-projecten in Kisangani en andere Congolese regio’s. Het Limburgs Universitair Centrum (LUC) zette het werk vanaf 1998 verder.
In 2004 plantte de Maisha Foundation in samenwerking met onderzoekers uit Kisangani en de Katholieke Universiteit Leuven de Treculia in Lubumbashi voor voedselvoorziening van straatkinderen. Later volgde een plantage op de campus van de Universiteit van Kinshasa.

## Oprichting van Nutrecul (2012-heden)
In 2012 kwam de Belgische tuinbouwer Jean Kiala-Inkisi via oude koloniale agronomen in contact met het onderzoek naar Treculia. Op advies van Vlaamse missionarissen verzamelde hij de beste Treculia-varianten en startte hij het Nutrecul Agroforestry Project, een samenwerkingsnetwerk voor eerlijke landbouw.
In 2014 fuseerde het project met de African Wildlife Defence Force (AWDF) om de bescherming en ontwikkeling van tropisch bos te versterken.